# Arnoldo Foà
Arnoldo Foà (Ferrara, 24 januari 1916 – Rome, 11 januari 2014) was een Italiaans acteur.

## Levensloop en carrière
Foà begon zijn acteercarrière in de jaren 30 en zou in meer dan 130 films meespelen. Foà speelde hoofdzakelijk in Italiaanse films. Hij speelde ook vaak naast niet-Italiaanse acteurs zoals Glenda Jackson, Anthony Quinn, Laurence Olivier, Oskar Werner, Orson Welles, Romy Schneider en John Gielgud. 
Foà overleed twee weken voor zijn 98ste verjaardag.

## Beknopte filmografie
- Barabbas, 1961
- The Trial, 1962
- The Shoes of a Fisherman, 1968
- The Devil is a Woman, 1974
- La febbre, 2005
- Io, Arturo Toscanini, 2007

- Bibliothèque nationale de France: cb14177897f (data)
- Gemeinsame Normdatei: 123590450
- International Standard Name Identifier: 0000 0000 8129 2244
- Library of Congress Control Number: n88643280
- MusicBrainz: cd132ed8-c1fb-41b0-aab8-831c795c2e1e
- Nationale Bibliotheek van Israël: 987007308816505171
- Istituto Centrale per il Catalogo Unico: RAVV055855
- Système universitaire de documentation: 061556726
- Virtual International Authority File: 50139246
- WorldCat: E39PBJkXvcRW7Fq3Tw6krrHQv3